# Agroenergetyka
Agroenergetyka – dział inżynierii rolniczej, zajmujący się technologią produkcji biopaliw i wykorzystaniem innych odnawialnych źródeł energii w rolnictwie.